# Carlo Alberto (incrociatore)
Il Carlo Alberto è stato un incrociatore corazzato della Regia Marina, usato anche, negli ultimi anni di servizio, come nave ausiliaria per trasporto truppe e materiali con il nome di Zenson.

## Storia

### I primi anni
Costruito tra il 1893 ed il 1898 nell'Arsenale di La Spezia su progetto del generale ispettore del Genio Navale Edoardo Masdea, l'incrociatore ed il capoclasse Vettor Pisani erano uno sviluppo del precedente Marco Polo. Molto manovriera e dotata di uno scafo con buone caratteristiche marine, la nave aveva il suo punto debole nell'armamento, privo di calibro principale (superiore a 152 mm) e con una disposizione non molto idonea. La principale differenza tra Carlo Alberto e Vettor Pisani era costituita dalla presenza, su quest'ultimo, dell'albero maestro oltre che di quello di trinchetto. Successivamente anche sul Carlo Alberto venne installato il secondo albero.

Il Carlo Alberto nel 1902, durante gli esperimenti di Guglielmo Marconi. Si notino le antenne filari tese tra i due alberi.

Il 14 maggio 1898 la nave ricevette a Genova la propria bandiera di combattimento, tessuta dalle allieve dell'«Istituto Nazionale delle Figlie dei Militari» ed offerta dal «Comizio Primario Torinese 1848-1849» e dal «Monte Pensioni a Veterani Poveri e Invalidi».
Il 2 giugno 1898, subito dopo l'entrata in servizio, l'incrociatore venne inviato in missione diplomatica in Colombia, mentre nel 1899 fu in Uruguay e Brasile. Il 28 febbraio 1899 la nave fece il suo ingresso nel porto di Napoli.
Il 24 settembre 1899 il Carlo Alberto venne assegnato alla Divisione Navale dell'Estremo Oriente e mandato nei mari della Cina. Permase in Cina sino 6 gennaio 1900, giungendo poi in Italia il 19 aprile dello stesso anno.
Il 10 giugno 1902, in occasione dell'incoronazione del re d'Inghilterra Edoardo VII, l'incrociatore, con a bordo il contrammiraglio Carlo Mirabello, lasciò Napoli e venne mandato nel Regno Unito a rappresentare l'Italia, poi fu inviato a Kronštadt (dove giunse il 12 luglio), essendo il re d'Italia Vittorio Emanuele III in visita in Russia. Durante questo viaggio la nave fu a disposizione di Guglielmo Marconi, che la dotò di un sistema di antenne (il sistema radio «Detector», che il Carlo Alberto fu la prima nave ad imbarcare) teso tra i due alberi, e vi effettuò le prime sperimentazioni sulla trasmissione radio a grande distanza, assieme a tecnici della Regia Marina, in Oceano Atlantico, Mare del Nord e Golfo di Finlandia. A Kronstadt Marconi incontrò a bordo del Carlo Alberto lo Zar Nicola II di Russia ed il re d'Italia, dando loro una dimostrazione del funzionamento della radio. Durante questa campagna radioletegrafica il Carlo Alberto riuscì a inviare e ricevere messaggi da Kronstadt a Poldhu (Cornovaglia), a 2600 km di distanza. Gli esperimenti radio, effettuati principalmente nel canale della Manica e sulle coste della Cornovaglia, proseguirono sino al 25 agosto 1902. Il 10 settembre dello stesso anno l'incrociatore fece ritorno in Italia, poi svolse nuove sperimentazioni radiotelegrafiche in Atlantico tra il 9 ottobre ed il dicembre 1902.
Nel dicembre 1902 il Carlo Alberto venne inviato in Centro America, per bloccare le coste del Venezuela durante la Crisi venezuelana del 1902-1903. Tornò in Italia il 17 marzo 1903.
Nel maggio del 1903 la nave venne mandata a Salonicco, a seguito di turbolenti sorti in Macedonia.
Successivamente il Carlo Alberto effettuò attività di squadra in Mediterraneo, nelle acque territoriali italiane.

### La guerra italo-turca
Nel 1911-1912 la nave ebbe un ruolo nelle operazioni della guerra italo-turca, effettuando crociere di vigilanza ed appoggiando operazioni anfibie in Libia.
Nella mattinata del 1º ottobre 1911 il Carlo Alberto si unì, insieme alle corazzate Re Umberto, Benedetto Brin, Sicilia e Sardegna, alla squadra navale (incrociatori corazzati Giuseppe Garibaldi, Francesco Ferruccio e Varese, incrociatore torpediniere Coatit) che imponeva il blocco al porto di Tripoli. La nave rimase assegnata a tale compito sino al 5 ottobre, poi appoggiò l'avanzata delle truppe italiane sbarcate in Libia.
Il 10 aprile 1912, l'unità partecipò, insieme all'incrociatore corazzato Marco Polo, agli incrociatori ausiliari Città di Catania e Città di Siracusa, al cacciatorpediniere Fulmine ed alla torpediniera Alcione, ad un bombardamento della città di Zuara (centro di contrabbando di materiali bellici per le truppe ottomane), seguito da uno finto sbarco simulato dai piroscafi Sannio, Hercules e Toscana. La nave appoggiò inoltre uno sbarco vero, effettuato in contemporanea a Macabez
Dopo il termine del conflitto l'incrociatore operò in Egeo, con base nella penisola anatolica, sino al marzo 1913. Nell'agosto 1913 fu in Spagna, poi tornò in Italia e fu assegnato alla Direzione Navi Scuola per mozzi e cannonieri.

### La prima guerra mondiale e gli ultimi anni
Alla data dell'ingresso dell'Italia nella prima guerra mondiale il Carlo Alberto aveva base a Venezia, al comando del capitano di vascello Cavassa.
Unità ormai obsoleta, la nave prese parte ad una sola operazione di qualche rilievo. Il 3 giugno 1915 il Carlo Alberto stazionò al largo delle foci dell'Isonzo insieme alla vecchia corazzata Sardegna a copertura del dispositivo di siluranti dislocato lungo la costa a supporto del passaggio del fiume da parte delle truppe del Regio Esercito.
Successivamente l'incrociatore non fu sostanzialmente più usato: dopo la perdita degli incrociatori corazzati Amalfi e Garibaldi (luglio 1915), infatti, l'attività delle unità maggiori venne notevolmente limitata, dato che uscendo dalle basi si esponevano ad un serio rischio di attacchi subacquei. Stazionando a Venezia, l'unità fu adibita al ruolo di nave appoggio MAS.
Nella notte tra il 6 ed il 7 settembre 1917, durante un'incursione aerea su Venezia effettuata da 30 velivoli austro-ungarici, il Carlo Alberto venne colpito, riportando alcuni danni di modesta entità.
Nel 1917 il Carlo Alberto venne sottoposto nell'Arsenale di Venezia a radicali lavori di ricostruzione e ne uscì trasformato in nave ausiliaria di I classe per trasporto truppe e materiali, con il nuovo nome di Zenson (la nuova iscrizione nei ruoli del Regio Naviglio avvenne il 4 aprile 1918). L'ultima fase dei lavori fu eseguita a Taranto, nel marzo 1918. Nei rimanenti mesi della guerra lo Zenson effettuò 49 missioni belliche, perlopiù di trasporto.
Il 7 ed il 14 novembre 1918 lo Zenson, insieme agli incrociatori corazzati Francesco Ferruccio e Varese, trasportò a Trieste 2.500 militari che avrebbero dovuto rinforzare il presidio già inviato nel capoluogo giuliano.
Conclusasi la guerra, l'unità venne impiegata per un altro anno e mezzo, trasportando truppe e materiali in Libia, Albania e Mar Egeo.
Radiata il 12 giugno 1920, la vecchia nave venne avviata alla demolizione dopo il 1921.